# 1962年バレーボール女子南米選手権
1962年バレーボール女子南米選手権（1962 Women's South American Volleyball Championship）は、1962年にチリのサンティアゴで開催された、南米バレーボール連盟主催の第5回バレーボール南米選手権女子大会。
出場国は4カ国。ブラジルが5大会連続5回目の優勝を飾った。

## 最終結果
| 順位 | 国           |
| ---- | ------------ |
| 1    | ブラジル     |
| 2    | ペルー       |
| 3    | アルゼンチン |
| 4    | チリ         |